# Иванов, Григорий Афанасьевич
Григорий Афанасьевич Иванов (1926—2008) — деятель советских правоохранительных органов, генерал-майор. Начальник УМВД Красноярского края (1977—1988).

## Биография
Родился 5 февраля 1926 года в деревне Верхняя Есауловка, Красноярского края в крестьянской семье. 
С 1943 года, в возрасте семнадцати лет, Г. А. Иванов был призван в ряды Рабоче-Крестьянской Красной армии и направлен в действующую армию на фронт.
Участник Великой Отечественной войны в составе 122-го стрелкового полка 201-й стрелковой дивизии в должности командира отделения. Воевал на 2-м Прибалтийском фронте, в 1944 году в боях за освобождение Прибалтики получил тяжёлое ранение, и после лечения в военных госпиталях в 1945 году был комиссован из рядов Советской армии. За участие в войне был награждён орденами Отечественной войны 1-й степени и Красной Звезды.
С 1946 года направлен на службу в правоохранительные органы МВД СССР. С  1946 по 1948 годы работал участковым-уполномоченным милиции в Манском районном отделе внутренних дел Красноярского края. С 1948 по 1960 годы служил на оперативных должностях в Отделе по борьбе с хищениями социалистической собственности Управления МВД СССР по Красноярскому краю, последовательно занимая должности —оперативного уполномоченного, старшего оперативного уполномоченного и начальника отделения. 
С 1960 года после окончания Высшей школы МВД СССР работал — заместителем начальника отдела и начальником отдела милиции Сталинского района Красноярского края. С 1962 по 1971 годы находился в должности начальника отдела уголовного розыска УМВД Красноярского края. С 1971 по 1977 годы занимал должность — заместителя начальника УМВД Красноярского края. 
С 1977 по 1988 годы, в течение одиннадцати лет, Г. А. Иванов занимал должность — начальника Управления внутренних дел Красноярского края. 
В 1988 году вышел на заслуженный отдых. С 1989 по 2008 год, в течение девятнадцати лет Г. А. Иванов являлся — председателем Совета ветеранов органов внутренних дел и военнослужащих Внутренних войск Красноярского края.
Скончался 9 февраля 2008 года в Красноярске.

## Награды
- Орден Отечественной войны I степени
- Орден Трудового Красного Знамени
- Орден Красной Звезды
- Орден «Знак Почёта»
- Медаль ордена «За заслуги перед Отечеством» I и II степени
- Наградное именное оружие Пистолет Макарова

## Память
- В Центральном районе Красноярска на улице Диктатуры Пролетариата — 12, открыли мемориальную доску в память об Г. А. Иванове[3]
- На аллее Славы кладбища Бадалык открыли мемориальный памятник генерал-майору милиции Г. А. Иванову[4]